# Operação Amanda
A Operação Amanda foi uma missão da Força de Proteção das Nações Unidas (UNPROFOR) conduzida por tropas de manutenção da paz da Dinamarca, com o objetivo de recuperar um posto de observação, S01, pertencente à 9ª companhia de infantaria mecanizada Nordbat 2, perto de Gradačac, Bósnia e Herzegovina, em 25 de outubro de 1994.

## O combate
O posto avançado tinha sido utilizado como posto de observação temporário (OPT), mas a Nordbat pretendia transformá-lo num posto de observação permanente. Na sequência de uma série de ataques de atiradores furtivos perpetrados pelas forças sérvias da Bósnia, o pessoal da Nordbat 2 decidiu que era altura de "mostrar a bandeira". Foi criada uma força-tarefa com um pelotão de infantaria mecanizada da 9.ª Companhia de Infantaria Mecanizada sueca e um pelotão de tanques da companhia de tanques dinamarquesa. Um pelotão de infantaria mecanizada sueca foi colocado em estado de alerta máximo para prestar serviços de recuperação e resgate. Havia também unidades do Exército da Jordânia com radar de localização de artilharia e médicos com ambulâncias blindadas em estado de prontidão.
Enquanto se dirigia para reocupar a posição, a força dinamarquesa, composta por três tanques Leopard 1, foi alvejada por um tanque T-55 sérvio-bósnio. Após sofrerem danos ligeiros num dos Leopards, os tanques de manutenção da paz que avançavam ripostaram, destruindo uma espingarda sem recuo e colocando o T-55 fora de combate. Os Leopards dispararam um total de vinte e uma munições de 105 mm.
O posto avançado acabou por ser retomado pela UNPROFOR. A ONU emitiu uma declaração sobre as consequências do incidente, confirmando o destino do T-55 sérvio:

A melhor arma para destruir tanques é outro tanque. No final, não foi necessário apoio aéreo.